# Liste des résolutions du Conseil de sécurité des Nations unies adoptées en 1946
Les résolutions du Conseil de sécurité des Nations unies sont les décisions qui sont votées par le Conseil de sécurité des Nations unies.
Une telle résolution est acceptée si au moins neuf des quinze membres (depuis le 17 décembre 1963, onze membres avant cette date) votent en sa faveur et si aucun des membres permanents que sont la Chine, les États-Unis, la France, le Royaume-Uni et l'Union soviétique (la Russie depuis 1991) n'émet de vote contre (ce qui est désigné couramment comme un veto).

## Résolutions 1 à 15
- Résolution 1 : comité d'état-major (adoptée le 25 janvier 1946 lors de la 2e séance)[1].
- Résolution 2 : la question iranienne (adoptée le 30 janvier 1946 lors de la 5e séance).
- Résolution 3 : la question iranienne (adoptée le 4 avril 1946 lors de la 30e séance).
- Résolution 4 : la question espagnole (adoptée le 29 avril 1946 lors de la 39e séance).
- Résolution 5 : la question iranienne (adoptée le 8 mai 1946 lors de la 40e séance)[2].
- Résolution 6 : procédure relative à l'admission des nouveaux membres à l'ONU (adoptée le 17 mai 1946 lors de la 42e séance).
- Résolution 7 : la question espagnole (adoptée le 26 juin 1946 lors de la 49e séance)[3].
- Résolution 8 : admission de nouveaux membres à l'ONU : l'Afghanistan, l'Islande et la Suède (adoptée le 29 août 1946 lors de la 57e séance)[4].
- Résolution 9 : Cour internationale de justice (adoptée le 15 octobre 1946 lors de la 76e séance)[5].
- Résolution 10 : la question espagnole (4 novembre 1946 lors de la 79e séance).
- Résolution 11 : Cour internationale de justice : adhésion de la Suisse (adoptée le 15 novembre 1946 lors de la 80e séance).
- Résolution 12 : incidents frontaliers en Grèce (adoptée le 10 décembre 1946 lors de la 82e séance).
- Résolution 13 : admission de nouveaux membres : Siam (Thaïlande) (adoptée le 12 décembre 1946 lors de la 83e séance).
- Résolution 14 : procédure (adoptée le 16 décembre 1946 lors de la 84e séance).
- Résolution 15 : la question grecque (adoptée le 19 décembre 1946 lors de la 87e séance).